# Rue Bonte-Pollet
La rue Bonte-Pollet est une voie de Lille, située dans le quartier de Vauban-Esquermes.

## Origine du nom
La rue porte le nom de l'industriel et homme politique français Pierre-Joseph Bonte-Pollet, maire de Lille de 1848 à 1852.

## Historique
Le 20 novembre 1895, Mme Vanderhaghen est autorisée par le préfet à ouvrir trois rues à travers le terrain de l'ancien jardin zoologique, qui s'étend entre la rue d'Isly et le boulevard de la Moselle.
Les travaux sont réalisés les années suivantes, et les rues ouvertes sont nommées au mois de décembre 1899:
- Dans le prolongement de la rue Gustave Testelin, la rue Vergniaud.
- Entre la rue d'Isly et la rue Vergniaud, la rue Camille Desmoulins.
- Entre le boulevard de la Moselle et la rue Vergniaud, la rue Garibaldi.

En 1913, à la suite d'une pétition des habitants de la rue Garibaldi, elle prend son nom actuel de Bonte-Pollet. En effet, ce nom avait disparu avec la création du boulevard Carnot.